# Joseph Krömer
Joseph Krömer, Pseudonym: Ludwig Mooser, (* 1815 in Pillnitz; † 1880 in Lugau) war ein deutscher Lehrer und Autor, der vor allem durch seine Publikationen zum Orgelbauer Gottfried Silbermann und die maßgeblich von ihm geprägten Legenden bekannt wurde.

## Leben und Wirken
Nach der Ausbildung wurde Krömer 1834 Hilfslehrer in Döhlen bei Freital. 1837 folgte er dem Ruf als Lehrer nach Rottluf bei Chemnitz. 1845 ging Krömer in die Stadt Zöblitz im sächsischen Erzgebirge, wo er Organist, Kirchner und Mädchenlehrer wurde. Bereits 1851 wechselte er als Knabenlehrer in die Bergstadt Brand, wo er gleichzeitig auch als Kantor und Organist im benachbarten Erbisdorf bei Freiberg wirkte. 1863 ging er erneut aufs Land und wurde in der kleinen Gemeinde Rüßeina bei Nossen Kirchschullehrer und Kantor.

## Publikationen (Auswahl)
- Vollständiges vierstimmiges Taschen-Choralbuch in 219 Chorälen, liturg. Gesängen etc. nach Hiller, herausg. von L. Mooser. Grimma, 1844.
- (Anonym): Deutsches Schulbuch für Oberklassen deutscher Töchterschulen. Verlags-Comptoir, Grimma, 1852.
- L. Mooser’s Gottfried Silbermann, der Orgelbauer, ein histor. Lebensbild. Schulbuchhandlung, Langensalza, 1857.
- L. Mooser, das Brüderpaar die Orgelbaumeister Andreas und Gottfried Silbermann. Historische Skizze. Straßburg, 1861.
- L. Mooser’s allgem. evangel. Choralmelodieenbuch. Instructiv bearbeitet für Kirche, Schule u. Haus. Mittler, Leipzig, 1861.
- L. Mooser, Aufgaben für den Unterricht in der deutschen Sprache und im schriftlichen Gedankenausdrucke. 1. Heft für Unterclassen. Nonne, Annaberg, 1863.
- L. Mooser, Aufgaben für den Unterricht in der deutschen Sprache und im schriftlichen Gedankenausdrucke. 1. Heft für Mittelclassen. Nonne, Annaberg, 1863.
- L. Mooser, Aufgaben für den Unterricht in der deutschen Sprache und im schriftlichen Gedankenausdrucke. 1. Heft für Oberclassen. Nonne, Annaberg, 1863.
- Vollständiges vierstimmiges Taschen-Choralbuch in 219 Chorälen, liturg. Gesängen etc. nach Hiller, herausg. von L. Mooser. 4. Aufl., Nonne, Hildburghausen, 1864.